# Royal Horticultural Society of Ireland
 (octobre 2018).
La Royal Horticultural Society of Ireland (RHSI) est la principale association caritative de jardinage d'Irlande.

## L'histoire
La RHSI est fondé en tant qu'association en 1816 pour promouvoir et éduquer à tous les aspects du jardinage en Irlande. La première réunion a lieu le 30 septembre 1816 à la Rose Tavern, à Donnybrook à Dublin sous le nom « Horticultural Society of Ireland », sous la présidence de Francis Hetherington et avec pour mécène le comte de Charlemont. La nouvelle société organise son premier spectacle de fleurs le lundi de Pâques 1817 et le salon de fleurs et de fruits le 18 août 1817. Après un certain nombre d'expositions, la société décline et est rétablie par un nouveau comité en 1830. En 1848, la société prend le nom de Royal Horticultural Society of Ireland.
Ces membres sont à la fois des jardiniers professionnels et amateur. In 2016, la RHSI a fêté son 200e anniversaire.